# Eagles
Eagles (вимовляється Іґлз, з англ. «Орли») — американський рок-гурт, сформований 1971 року в Лос-Анджелесі, Каліфорнія. Виконував музику кантрі і хард-рок.
Протягом 10 років свого існування (1971—1981) гурт п'ять разів очолював американські поп-чарти синглів (Billboard Hot 100) і чотири рази — хіт-парад альбомів (Billboard Top 200). Збірник їхніх найбільших хітів, випущений ще в 1976 році, був розпроданий тиражем в 38 мільйонів (станом на 2018 рік), що перевищує показники альбому Майкла Джексона "Thriller". У цілому в США було реалізовано 65 000 000 копій їхніх альбомів, що робить їх третім за популярністю колективом всіх часів, після британців The Beatles та Led Zeppelin.

## Історія
Гурт був утворений Доном Хенлі та Гленном Фраєм в Лос-Анджелесі у 1971 році.
У 1976 році Eagles випустили один з найбільш комерційно успішних альбомів в історії рок-музики — Hotel California з однойменним хітом, який став візитною карткою гурту за межами Штатів.

## Музичний стиль
На формування музичного стилю гурту вплинула музика 1960-х, а саме ритм-енд-блюз, соул, блюграс та музика фольк-рок гуртів The Byrds і Buffalo Springfield, загальне звучання Eagles описують як «каліфорнійський рок».
Перші два альбоми гурту поєднують у собі стилі рок-музики, кантрі і фолку, що надали гурту звучання, яке вивело їх до авангардного руху 1970-х років — кантрі-року. Ці альбоми також містять елементи традиційного рок-н-ролу.
Третій альбом гурту On the Border отримав звучання хард-року. Наступний альбом 1975 року One of These Nights мав вплив софт-року, який був популярним в той час.

## Склад

### Поточний склад
- Гленн Фрай — вокал, гітара, клавішні, губна гармоніка (1971–80, 1994–2016)    18 січня 2016 року, член і засновник групи Гленн Фрай помер в Медичному Центрі Колумбійського університету  в Нью Йорку, у віці 67 років.
- Дон Хенлі — вокал, барабани, ударні, гітара (1971–80, 1994–до сьогодні)
- Джо Волш — гітара, вокал, клавішні (1975–80, 1994–до сьогодні)
- Тімоті Шміт — бас, вокал, акустична гітара (1977–80, 1994–до сьогодні)

### Колишні учасники
- Берні Ледон — гітара, вокал, банджо, мандоліна, pedal steel (1971—1975)
- Ренді Майснер — бас, вокал, гітара, гітаррон (1971—1977)
- Дон Фелдер — гітара, мандоліна, вокал, клавішні, pedal steel (1974–80, 1994—2001)

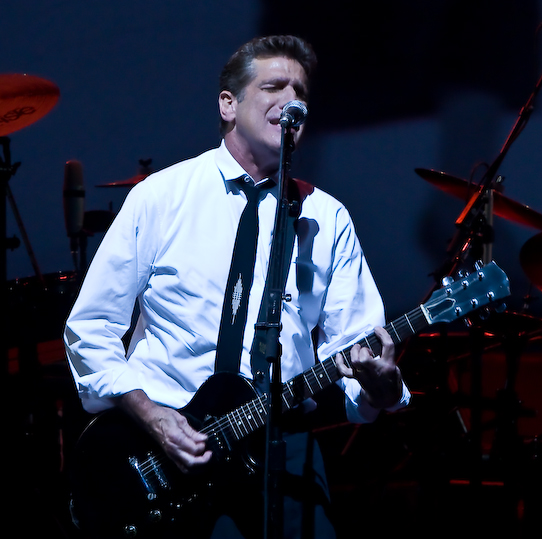
Гленн Фрай
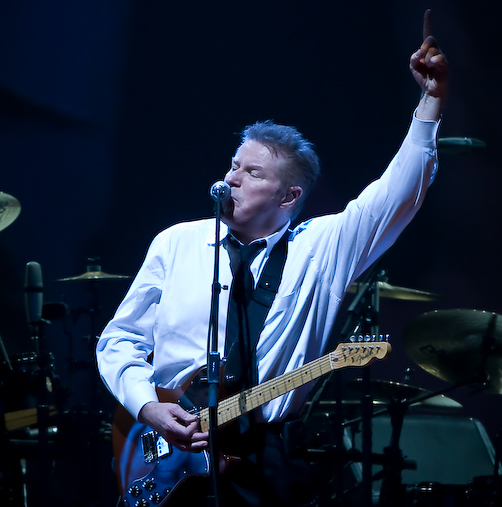
Дон Хенлі
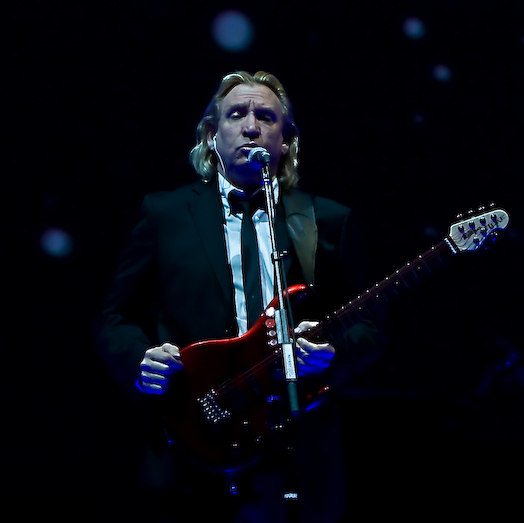
Джо Волш
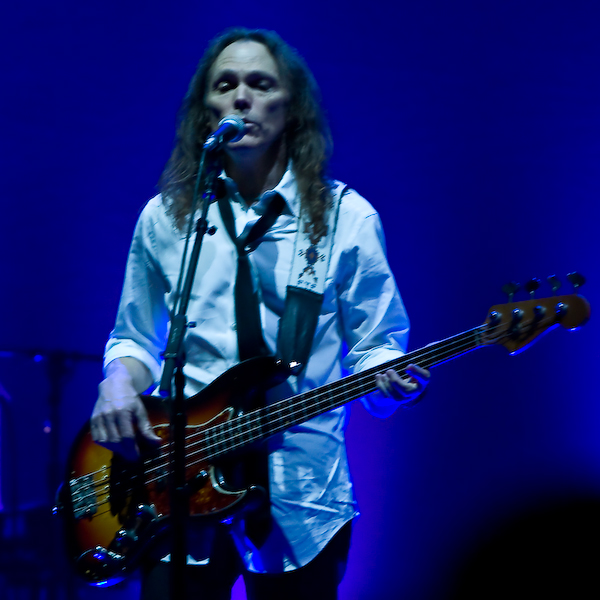
Тімоті Шміт

Виступ Eagles у грудні 2008 року.

## Дискографія
Студійні альбоми
- Eagles (1972)
- Desperado (1973)
- On the Border (1974)
- One of These Nights (1975)
- Hotel California (1976)
- The Long Run (1979)
- Hell Freezes Over (1994)
- The Long Road Out Of Eden (2007)

## Нагороди
- Eagles виграли шість премій Греммі:

- 1975 — Найкращий вокальний поп-виступ («Lyin' Eyes»)
- 1977 — Запис року («Hotel California»)
- 1977 — Найкраще вокальне аранжування для голосів («New Kid in Town»)
- 1979 — Найкраще вокальне рок-виконання («Heartache Tonight»)
- 2008 — Найкращий кантрі-виступ («How Long»)
- 2009 — Найкраще інструментальне поп-виконання («I Dreamed There Was No War»)

- Гурт був включений до Зали слави рок-н-ролу в 1998 році.
- 7 грудня 1999 року звукозаписна індустрія Америки відзначила альбом Their Greatest Hits (1971—1975) найбільш продаваним альбомом століття.[4]
- Гурт зайняв 34 місце у списку «40 найвидатніших людей кантрі-музики» від Country Music Television у 2003 році.